# Чуйкевич, Пётр Андреевич
Пётр Андреевич Чуйкевич (1783—1831) — генерал-майор, один из основателей русской военной разведки, переводчик, военный писатель, участник Бородинского сражения.

## Биография
Происходил из малороссийского рода Чуйкевичей.
После окончания в декабре 1797 года Сухопутного шляхетского кадетского корпуса был выпущен прапорщиком в Кронштадтский гарнизонный полк. В 1804 году Чуйкевич был зачислен в Свиту Его Императорского Величества по квартирмейстерской части. Участвовал в русско-прусско-французской войне и в кампании 1808—1809 годов в русско-турецкой войне; был награждён орденами Св. Анны 4-й и 2-й степеней, Св. Владимира 4-й степени с бантом и прусским орденом «За достоинство» («Pour le Mérite»). 21 марта 1809 года вышел в отставку.
Книги П. А. Чуйкевича «Подвиги казаков в Пруссии» (СПб., 1807) и «Стратегические рассуждения о первых действиях россиян за Дунаем» (СПб., 1810) привлекли внимание военного министра М. Б. Барклая де Толли, который предложил отставному капитану должность в порученном ему ведомстве; в 1810 году Чуйкевич поступил в «Экспедицию секретных дел (с 1812 года — Особенная канцелярия военного министра) при военном министерстве», созданную для общего руководства разведывательной деятельностью против Франции и её союзников.

### Участие в действиях против Наполеона
Чуйкевич занимался составлением списков лиц, подозревавшихся в шпионаже, направлял агентуру за границу, получал и обрабатывал разведывательные данные, писал аналитические записки, делал предложения об «учреждении шпионств» в различных местах, рассылал маршруты для передвижения воинским частям на западной границе.
15 сентября 1811 года П. А. Чуйкевичу был присвоен чин подполковника. В начале января 1812 года, в связи с неизбежностью надвигающейся большой войны, ему поручено составить «дислокационную карту» наполеоновских сил в Германии, которая давала военному министру и императору Александру I сведения о развёртывании французских войск.
Весной 1812 года П. А. Чуйкевич сопровождал Барклая де Толли в Вильно, после чего был направлен в Пруссию с военно-дипломатической миссией, прежде всего, для сбора разведданных.
2 апреля 1812 г. Чуйкевич закончил аналитическую записку, написанную специально для Барклая: «Патриотические мысли или военные рассуждения о предстоящей войне между Россиею и Франциею и предложение воздвигнуть инсурекцию в Германии посредством вооруженной экспедиции». Первая часть записки фактически предсказывает ход надвигающейся войны. Чуйкевич дал довольно точную оценку численности Великой армии, готовой перейти русскую границу: «По всем сведениям, которые военное министерство имеет, можно утвердительно сказать, что никогда Наполеон не предпринимал столь чрезвычайных мер к вооружению и не собирал столь многочисленных сил, как для предстоящей войны с Россиею. Они простираются до 450 тысяч, включая в сие число войска Рейнского союза, итальянские, прусские, швейцарские, гишпанские и португальские». Согласно Чуйкевичу, Россия могла противопоставить нашествию не более 200 тыс. человек. Далее анализируются «род и причины употребляемой Наполеоном войны» («прославился быстротою в военных его действиях», «ищет генеральных баталий, дабы одним или двумя решить учесть целой войны»). Исходя из имеющихся данных, Чуйкевич высказался за необходимость вести «оборонительную войну», придерживаясь при этом правила «предпринимать и делать совершенно противное тому, чего неприятель желает». «Потеря нескольких областей не должна нас устрашать, ибо целость государства состоит в целости его армий». Тактика предлагалась следующая: «Уклонение от генеральных сражений, партизанская война летучими отрядами, особенно в тылу операционной неприятельской линии, недопускание до фуражировки и решительность в продолжении войны: суть меры для Наполеона новые, для французов утомительные и союзникам их нетерпимы». «Надобно вести против Наполеона такую войну, к которой он еще не привык...», «...соображать свои действия с осторожностью и останавливаться на верном»; заманить противника вглубь и дать сражение «со свежими и превосходящими силами», и «тогда можно будет вознаградить с избытком всю потерю, особенно когда преследование будет быстрое и неутомимое».
Мысли, изложенные Чуйкевичем во второй части записки, приходится отнести к неосуществленным проектам и рассматривать как смелые предложения, на которые так и не решилось русское командование в сложнейшем положении начала войны. Вся военно-теоретическая часть записки разработана автором в оригинальной манере и заслуживает внимания как памятник русской военной мысли.
С началом военных действий П. А. Чуйкевич принял участие в рейде первого партизанского отряда под командованием генерала Ф. Ф. Винцингероде; 6 июля 1812 года он был назначен обер-квартирмейстером в корпус М. И. Платова. Командуя казачьими частями, Чуйкевич участвовал в арьергардных делах и за отличие 15 августа 1812 года по представлениям Платова и Барклая де Толли получил чин полковника.
За Бородинское сражение П. А. Чуйкевич был награждён орденом Св. Владимира 3-й степени. Серьёзно заболев, он был вынужден покинуть действующую армию.

### После Отечественной войны
Поправив здоровье, Чуйкевич сопровождал Барклая де Толли в Петербург и был назначен 10 января 1813 года управляющим «Особенной канцелярией при военном министре» и находился в этой должности до конца 1815 года. В 1813 году он был командирован на усмирение крестьянских бунтов под Новгородом, Арзамасом и Астраханью, где получил ранение дробью в ногу.
29 ноября 1816 года полковник Чуйкевич вышел в отставку с мундиром. Спустя четыре года, 21 октября 1820, он вновь поступил на службу и был причислен к канцелярии Главного штаба. В 1821 году командирован «по особенному поручению» на международный конгресс в Лайбахе (ныне Любляна). 12 декабря 1823 года Чуйкевич получил чин генерал-майора. Последняя должность, которую он занимал с 25 октября 1829 по 17 августа 1831 года, — начальник штаба Отдельного Оренбургского корпуса.
Им были написаны «Рассуждения о войне 1812 г.» (СПб., 1813); «Покушение Наполеона на Индию 1812 года» (СПб., 1813; издание 2-е, под заглавием: «Затеи Наполеона в продолжение похода 1812 г. и проч.», СПб., 1814).

## Награды
- орден Св. Георгия 4-й степени (№ 4417; 18 декабря 1830).
- ордена Св. Владимира 4-й и 3-й степеней
- ордена Св. Анны 4-й и 2-й степеней.
- прусский орден «Pour le Mérite»